# Benromach
Benromach Distillery – destylarnia single malt whisky, znajdująca się w rejonie Speyside, w mieście Elgin w Szkocji. Zakład mieści się niedaleko Forres w hrabstwie Morayshire i zasilany jest źródlaną wodą z Chapelton Springs z Romach Hills. 

## Historia
Destylarnię Benromach założyli w 1898 Duncan MacCallum (właściciel gorzelni Glen Nevis z Campbeltown oraz F.W. Brickmann (handlarz whisky z Leith) (kiedyś oddzielne miasto, obecnie dzielnica Edynburga. Destylarnię postawiono w 1898, jednakże z powodu kryzysu w przemyśle szkockiej whisky zakład nie rozpoczął produkcji do roku 1900. Jeszcze w tym samym roku destylarnię zamknięto z powodu braku funduszów.
W 1911 Benromach został zakupiony przez londyński Harvey McNair & Co, który to kontynuował produkcję do czasu wybuchu I wojny światowej. Po wojnie właścicielem Benromach stała się prywatna spółka Beromach Distillery Ltd, która to zarządzała zakładem do 1925. W 1938 Benromach został nabyty przez Associated Scottish Distilleries Ltd, który z kolei później stał się częścią Scottish Malt Distillers Ltd. Pomiędzy 1966 a 1974 gorzelnia była modernizowana i działała do roku 1983, kiedy to została oficjalnie zamknięta.
W 1993 Gordon and Macphail przejęli pieczę nad zakładem i w 1997 rozpoczęli prace nad przywróceniem destylarni do stanu używalności. Styl gorzelni nie uległ wielkim zmianom, tak by mogła go nadzorować jedna osoba. Ostatecznie zakład został otwarty ponownie w roku 1998 przez księcia Walii Karola, butelkowanie zaś rozpoczęto w 2004.

## Produkcja
Roczna wydajność gorzelni Benromach's waha się pomiędzy 150 000 a 250 000 litrów whisky.

## Butelkowanie
- Benromach Traditional Single Malt Scotch Whisky (40%)
- Benromach Organic, A certified organic single malt Scotch whisky
- Benromach Tokaji
- Benromach 21 Year Old (43%)
- Benromach Sassicaia Wood Finish (45%)
- Benromach Port Wood Finish 22 Year Old (45%)
- Benromach 25 Year Old (43%)
- Benromach Cask Strength 1980 (58.6%)
- Benromach Vintage  1968 (41.8%)
- Benromach Classic 55 Year Old (42.4%)
- Benromach Peat Smoke (40%)